# Ourmes
Ourmes là một đô thị thuộc tỉnh El Oued, Algérie. Dân số thời điểm năm 2002 là 5.059 người.